# کیرزیا
کیرزیا (انگلیسی: Kirzya) یک شهرک در شهرستان کاراایدلسکی استان باشقیرستان کشور روسیه است.